# Tunaianas
Os tunaianas (Tunayana) são um povo indígena que vive no Brasil, no estado do Pará. Faz parte da família linguística caribe.